# وست اووشن سیتی (مریلند)
وست اووشن سیتی (به انگلیسی: West Ocean City) شهری در ایالت مریلند کشور ایالات متحده آمریکا است که جمعیت آن در سرشماری سال ۲۰۱۰ میلادی، ۴٬۳۷۵ نفر بوده‌است.